# Godless Savage Garden
Godless Savage Garden е албум-компилация на норвежката блек метъл група Dimmu Borgir. Излиза на 4 август 1998 година от звукозаписната компания Nuclear Blast Records и е преиздаден на 3 октомври 2006 с две допълнителни песни.
Първите четири песни са записани по времето на друг албум – Enthrone Darkness Triumphant, като също е включено и парчето „Raabjørn Speiler Draugheimens Skodde“.
Това е последният албум, в който участва взема участие музикантът Stian Aarstad.

## Състав на групата
- Shagrath – вокали
- Erkekjetter Silenoz – китара
- Tjodalv – барабани
- Nagash – бас китара
- Astennu – китара
- Stian Aarstad – синтезатори